# Neodvislá radikální sociálně demokratická strana
Neodvislá radikální sociálně demokratická strana byla malá politická strana vzniklá z levice sociálně demokratické strany, existující v Československu v letech 1921 až 1924). Vznikla odštěpením od marxistické levice Československé sociálně demokratické strany.

## Vývoj

### Předpoklady vzniku
Poté, co došlo k roztržce mezi sociálně demokratickou levicí a pravicí (koncem roku 1920), v levici se vytvořily dva názorové směry. Část usilovala o vytvoření komunistické strany na marxistickém podkladě (po vzoru bolševiků), druhá část s marxistickým směřováním nesouhlasila a postavila se též proti vstupu do komunistické internacionály. K úplné roztržce došlo v květnu 1921.

### Ustavení samostatné strany
Strana se konstituovala 26. května 1921 v Praze. Předsedou se stal kovodělník Jaroslav Seigl. Strana měla dokonce 3 poslance (označované jako centristé), zvolené ovšem v posledních volbách za sociálně demokratickou stranu: Viléma Brodeckého, Vincence Charváta, Roberta Kleina. Její vliv byl však zanedbatelný. Určité pozice měla pouze v Odborovém sdružení československém. Vydávala vlastní list Sociální demokrat.
V únoru 1922 přistoupila k Dvaapůlté internacionále.
Vědomí malého vlivu přimělo vedení strany, aby hledala vhodné partnery ke spolupráci.

### Na cestě k Socialistickému sjednocení a zpět k sociální demokracii
V první polovině roku 1923 navázali radikální sociální demokraté kontakty s Nezávislou socialistickou stranou (NZS), kterou tvořili vyloučení členové strany národně socialistické (jejího anarchokomunistického křídla v čele s Bohuslavem Vrbenským. Radikální soc. dem. se spojili s NZS ve společný parlamentní klub (než byli 4 poslanci NZS zbaveni v červnu mandátů).
Úzká spolupráce však pokračovala, probíhalo jednání o vytvoření společné strany – Socialistického sjednocení. Pod tímto názvem oba subjekty kandidovaly v obecních volbách, zastoupení kandidátů bylo paritní. Postupně však zavládly spory o další orientaci – Nezávislí socialisté prosazovali úzkou spolupráci s KSČ, radikální sociální demokraté inklinovali k reformismu. I. sjezd Socialistického sjednocení, na kterém se obě strany měly sloučit, sice proběhl (v září 1924), ale radikální soc. dem. spojení odmítli, což de facto znamenalo pro Socialistické sjednocení konec. Ostatně v té době už probíhalo jednání o přistoupení radikálních soc. dem. k sociální demokracii. Stalo se tak 14. září 1924.
Vilém Brodecký udělal později v sociální demokracii významnou kariéru, (do 1935 byl poslanec, poté senátor).